# Opština Ćuprija
Ćuprija (kyrill. Ћуприја) ist eine Gemeinde (serb. opština) im serbischen Bezirk Pomoravlje. Das Verwaltungszentrum der Gemeinde ist Ćuprija.

## Stadtbezirk
Neben der eigentlichen Stadt umfasst die Gemeinde Ćuprija noch 16 weitere Orte im Umland. Bei der Volkszählung 2011 zählte sie 30.545 Einwohner. Folgende Ortschaften gehören zur Gemeinde:
- Batinac
- Bigrenica
- Ćuprija
- Dvorica
- Isakovo
- Ivankovac
- Jovac
- Kovanica
- Krušar
- Mijatovac
- Ostrikovac
- Paljane
- Senje
- Staro Selo
- Supska
- Virine
- Vlaška

## Bevölkerung
Die ethnische Zusammensetzung der Bevölkerung der Gemeinde Ćuprija ist wie folgt:
- Serben: 91,01 %
- Walachen: 4,04 %
- andere oder keine Angabe: 4,95 %